# Municipio de Sitka
El municipio de Sitka (en inglés: Sitka Township) es un municipio ubicado en el condado de Clark en el estado estadounidense de Kansas. En el año 2010 tenía una población de 63 habitantes y una densidad poblacional de 0,14 personas por km².

## Geografía
El municipio de Sitka se encuentra ubicado en las coordenadas 37°8′0″N 99°38′27″O / 37.13333, -99.64083. Según la Oficina del Censo de los Estados Unidos, el municipio tiene una superficie total de 445.98 km², de la cual 443,83 km² corresponden a tierra firme y (0,48 %) 2,15 km² es agua.

## Demografía
Según el censo de 2010, había 63 personas residiendo en el municipio de Sitka. La densidad de población era de 0,14 hab./km². De los 63 habitantes, el municipio de Sitka estaba compuesto por el 95,24 % blancos, el 4,76 % eran asiáticos. Del total de la población el 0 % eran hispanos o latinos de cualquier raza.